# Michał Jackowski
Michał Jackowski (ur. 14 września 1978 w Białymstoku) – polski artysta rzeźbiarz.
Absolwent Akademii Sztuk Pięknych w Warszawie na Wydziale Konserwacji i Restauracji Dzieł Sztuki Akademii Sztuk Pięknych w Warszawie (dyplom w 2003 r.).
Warsztatu rzeźbiarskiego uczył się od wybitnych mistrzów dłuta: profesora Janusza Pastwy, twórcy między innymi (wraz z profesorem Adamem Myjakiem) Kwadrygi na frontonie Opery Narodowej w Warszawie oraz profesora Piotra Gawrona, na którego rzeźbiarską formację silny wpływ odegrała twórczość Władysława Hasiora.
Autor rzeźb miejskich w Białymstoku – Podróż i Obietnica.

## Nagrody i wyróżnienia
- 2017 - zadebiutował na Międzynarodowym Biennale Sztuki we Florencji, gdzie jego cykl prac pt. „Antique Games” został wyróżniony dwoma nagrodami[5];
- 2020 - Nagroda Artystyczna Prezydenta Miasta Białegostoku za dotychczasowy całokształt pracy twórczej;[6]
- 2022 - Nagroda Publiczności na międzynarodowej wystawie Nordart 2022 w Büdelsdorfie w Niemczech, gdzie reprezentował kraj w Polskim Pawilonie[7].

## Wybrane wystawy indywidualne
- 2024 - De Twee Pauwen Gallery, Hague, The Netherlands;
- 2023 - Büdelsdorf, Niemcy, międzynarodowa wystawa sztuki współczesnej NordArt, Projekt Specjalny Antique Games;
- 2022 - Białystok, Polska, Muzeum Rzeźby Alfonsa Karnego;
- 2021 - Mediolan, Włochy, Cris Contini Contemporary Gallery;
- 2021 - Warka, Polska, Muzeum Kazimierza Pułaskiego;
- 2019 - Białystok, Polska, Opera Podlaska[8].